# Leuchtenburg (Seitenroda)
Die Leuchtenburg ist eine Höhenburg bei Seitenroda in Thüringen. Die sanierte mittelalterliche Burganlage wird touristisch genutzt und beherbergt die Ausstellung Porzellanwelten Leuchtenburg, ein Museum und als Teil eines modernen Anbaus einen ins Tal hinausragenden begehbaren Steg der Wünsche. Die Burg gewährt auf einem weithin sichtbaren Bergkegel mit einer Höhe von 395 m ü. NN einen weiten Rundblick auf das Mittlere Saaletal sowie das Thüringer Holzland. Die Leuchtenburg gilt als „Königin des Saaletals“. In ihrer langen und wechselvollen Geschichte war die Burganlage mittelalterlicher Amtssitz, Armen- sowie Irren- und Zuchthaus und wird seit Ende des 19. Jahrhunderts touristisch genutzt. Seit 2007 befindet sie sich in Verwaltung der Stiftung Leuchtenburg.

## Geschichte

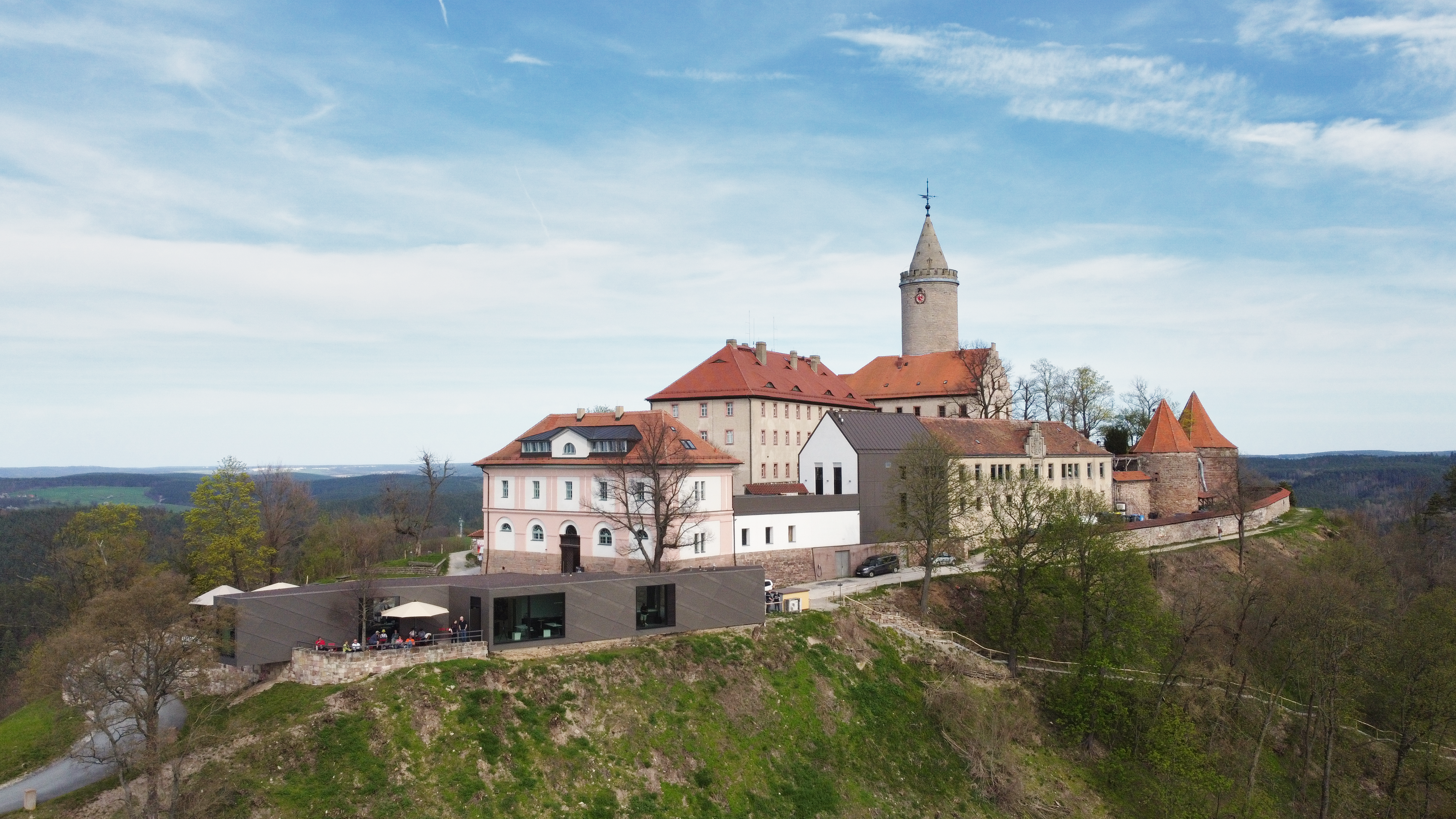
Luftaufnahme, April 2023

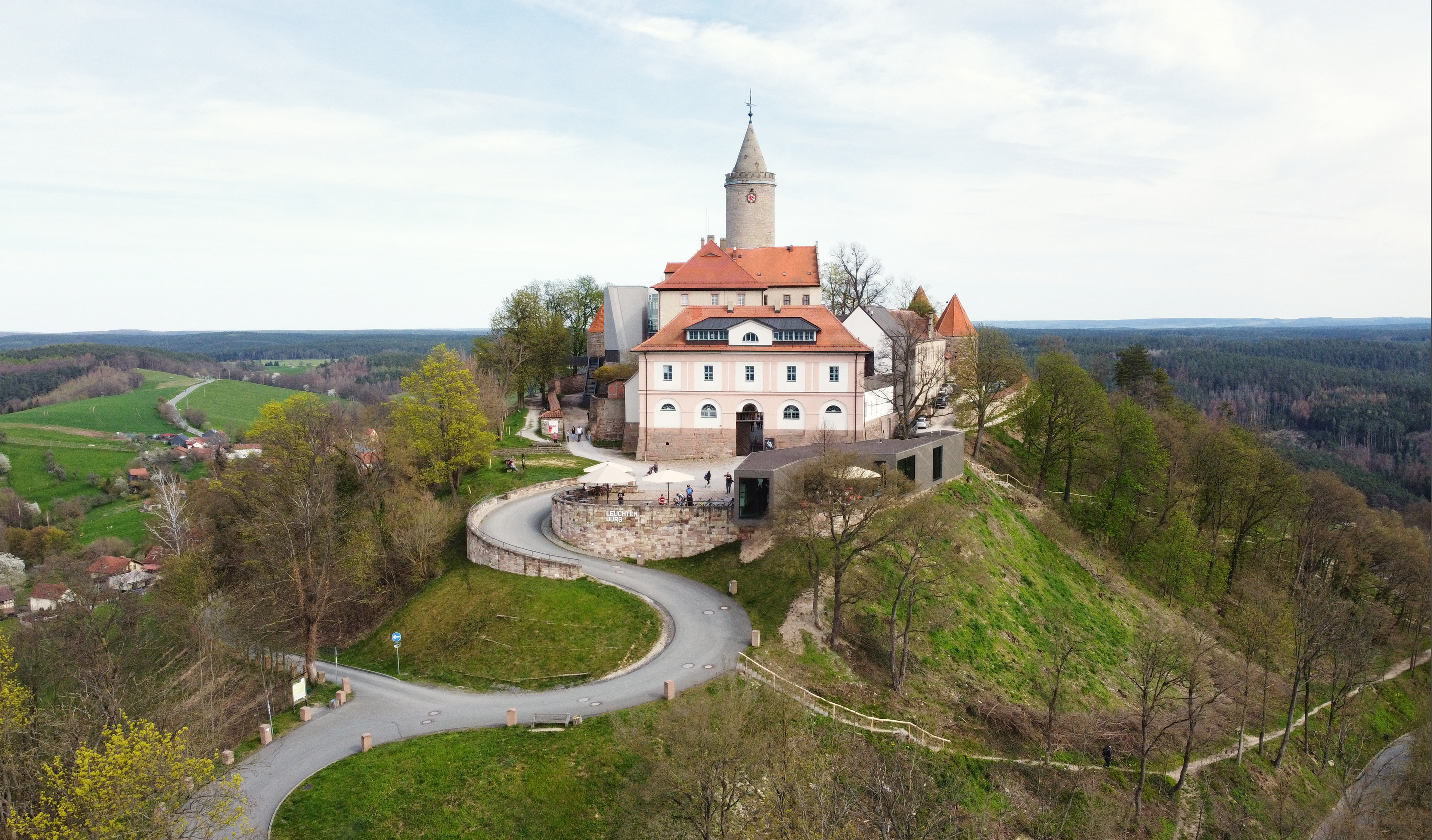
Frontansicht

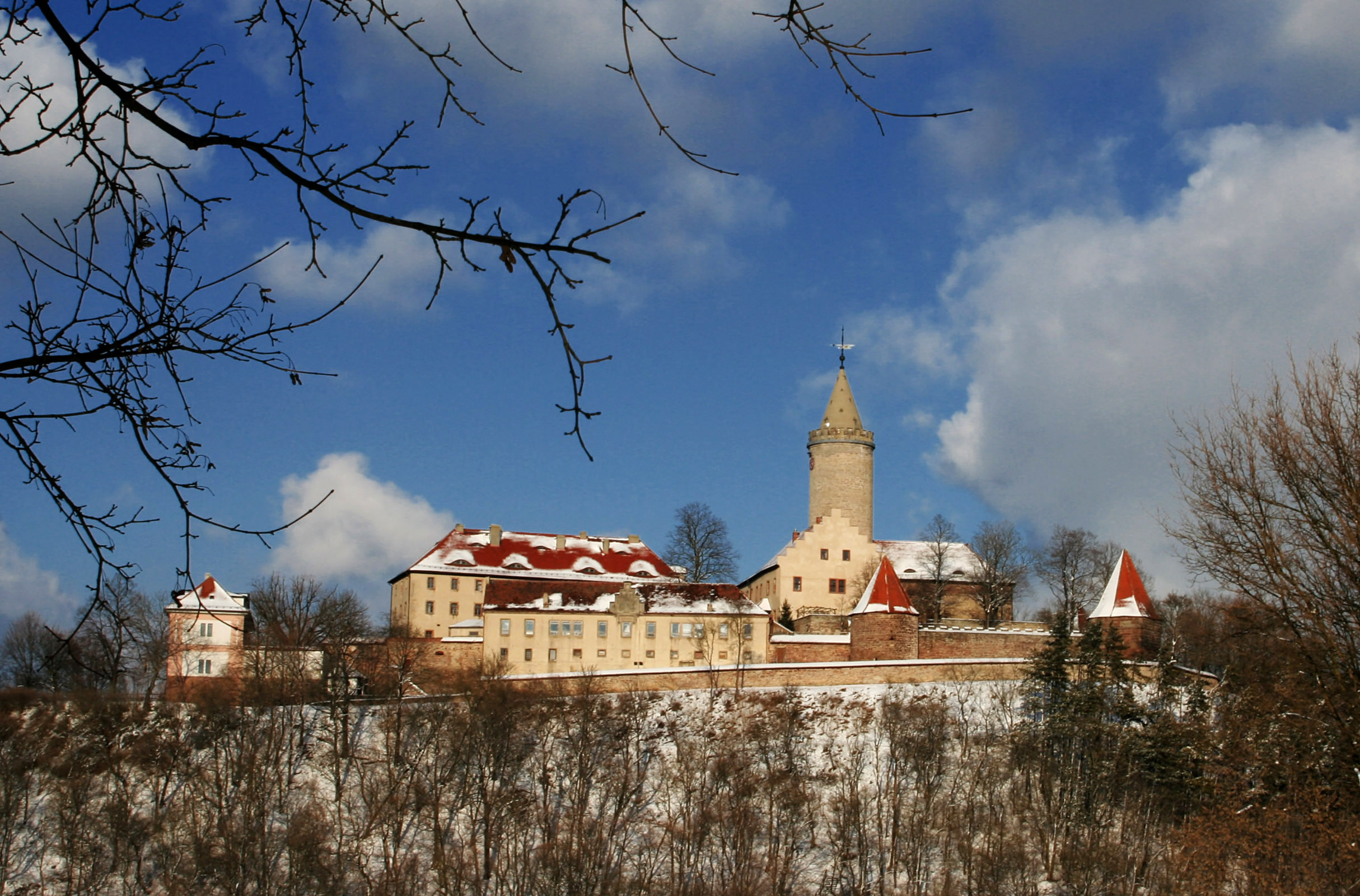
Ansicht von Südwesten

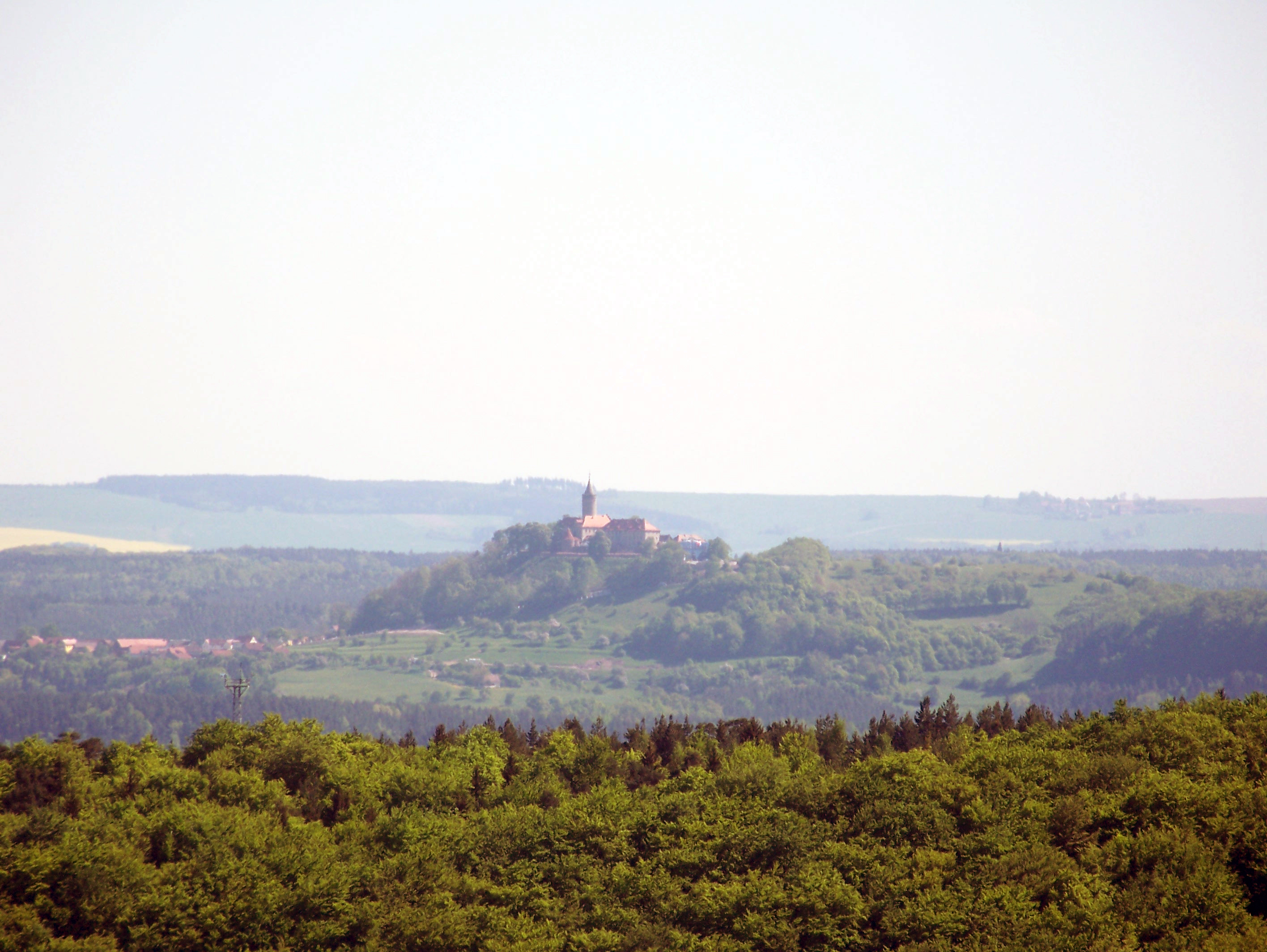
Blick vom Aussichtspunkt am Jagdberg zur Leuchtenburg

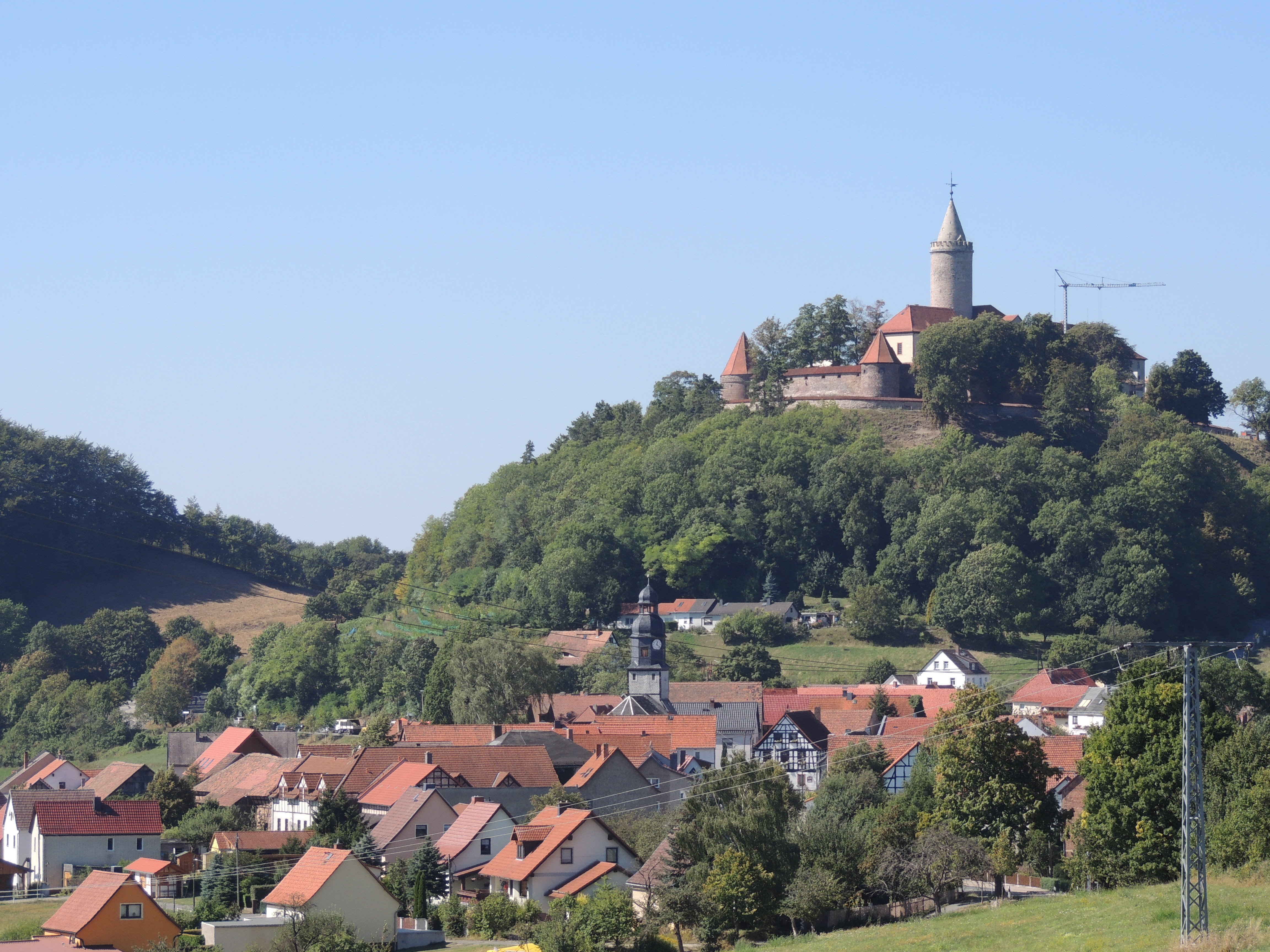
Leuchtenburg und der Ort Seitenroda

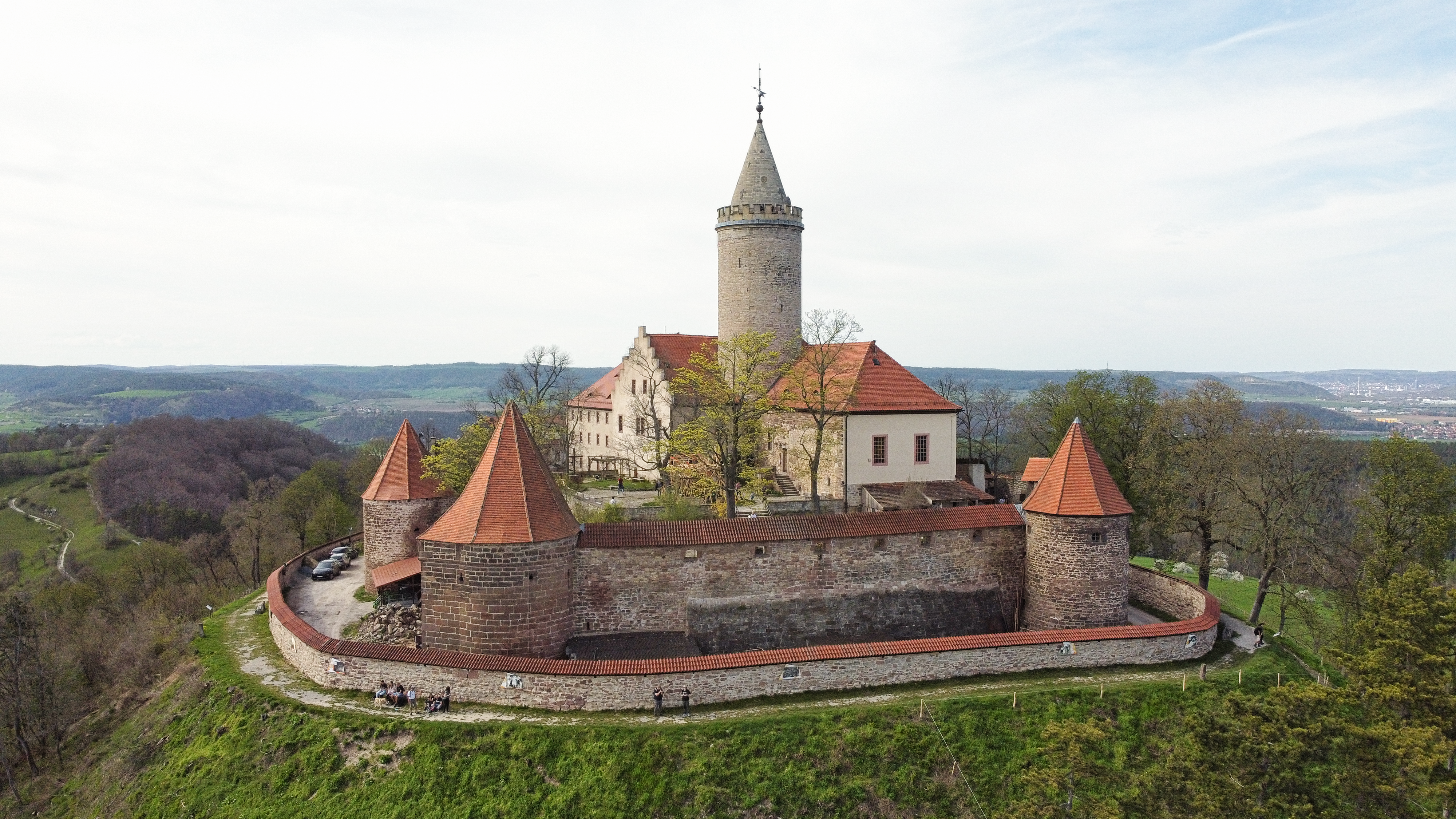
Rückwärtige Ansicht

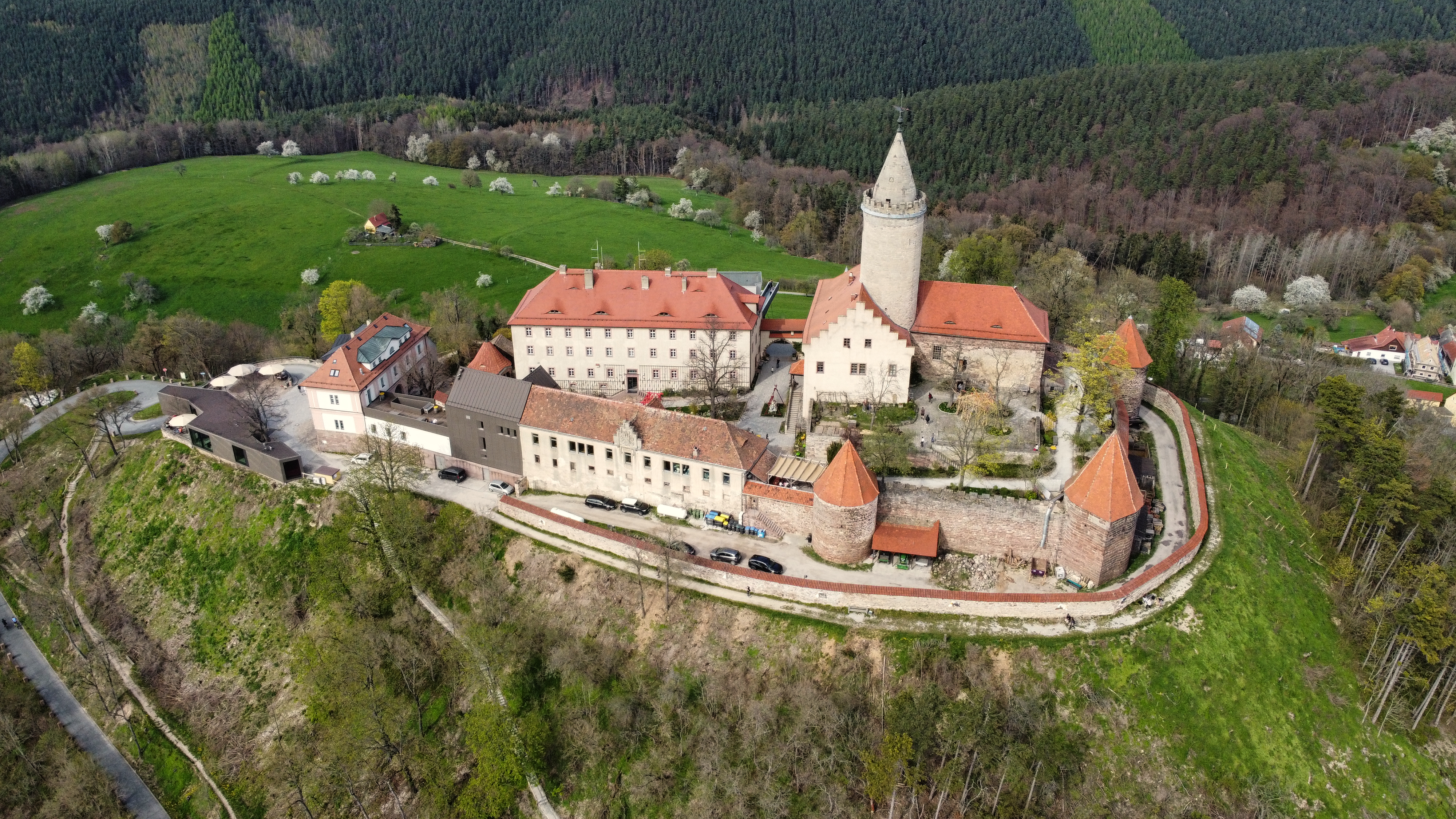
Seitliche Draufsicht auf die Leuchtenburg

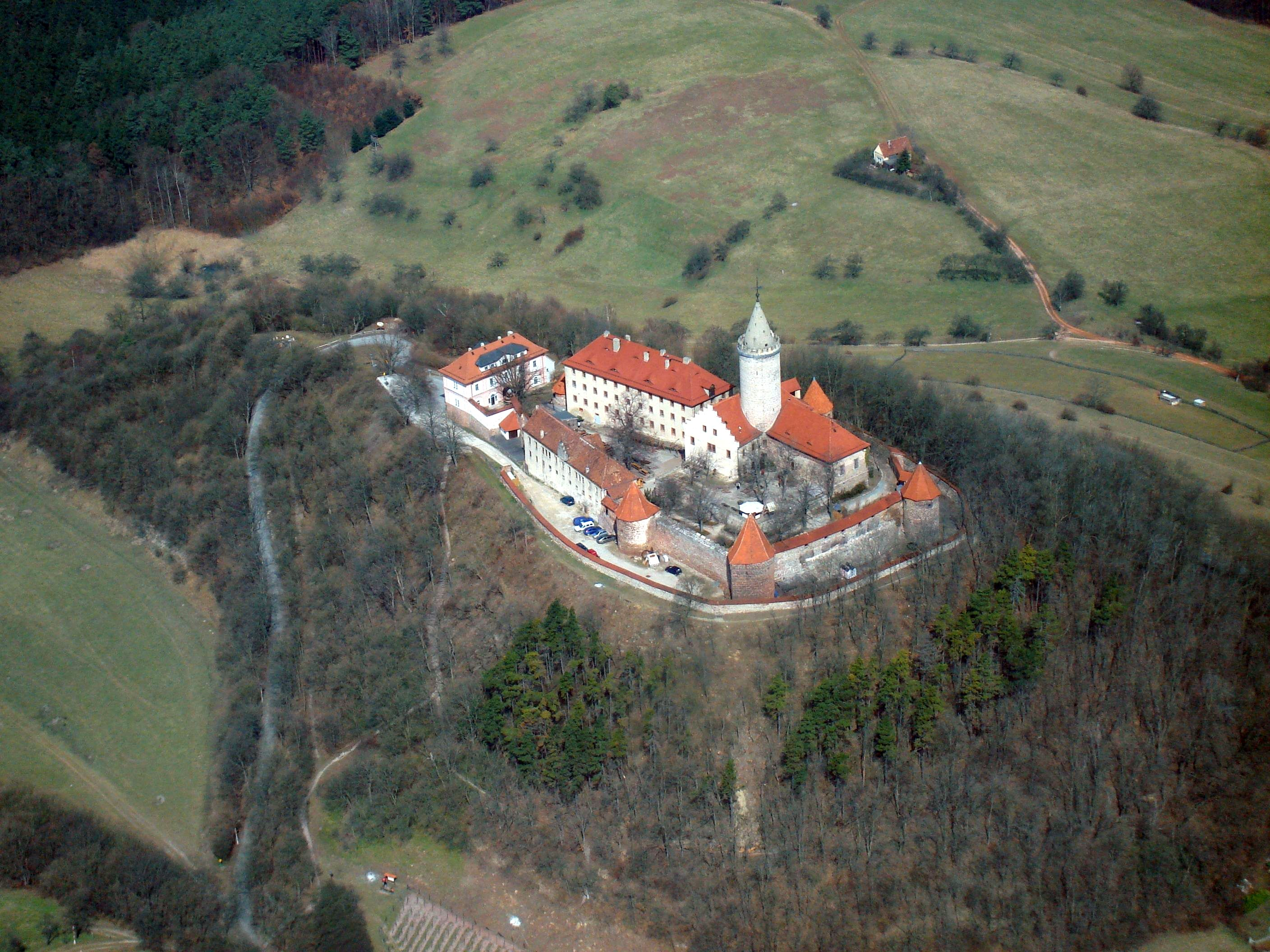
Luftbildaufnahme aus Richtung Süden

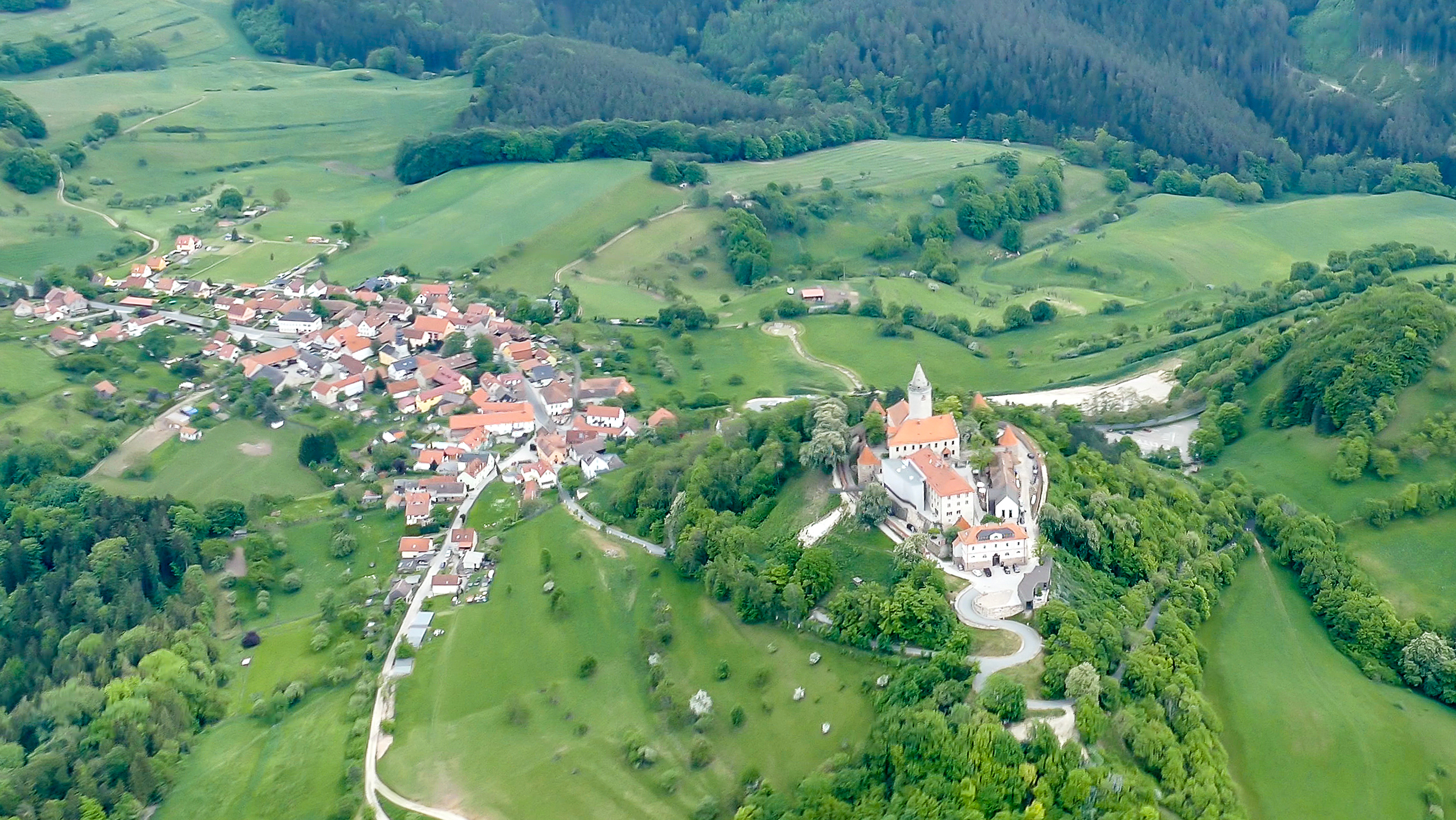
Luftbildaufnahme aus Richtung Nordwest

Der Name der Burg geht auf den umgebenden lichten, nicht bewaldeten Berg zurück. Zusammen mit dem benachbarten Pfaffenberg und dem Dohlenstein bildet er einen Bergstock von drei markanten Muschelkalk-Härtlingen.

### Die Festung in wechselnden Händen
Am 15. April 1221 wurde die Burg das erste Mal urkundlich erwähnt, als Hartmann IV. von Lobdeburg-Leuchtenburg in Dornburg einen Rechtsstreit beilegte. Neben der Lobdeburg wurde die etwa 10 km entfernte Leuchtenburg zum wichtigsten Stützpunkt der Herren von Lobdeburg beim Vorstoß nach Südosten und zur oberen Saale. In der zweiten Hälfte des 13. Jahrhunderts wurde die Burg erheblich ausgebaut.
Folgenreich waren die finanziell ruinierenden Kämpfe mit den Vögten von Gera um das Erbe der 1289 ausgestorbenen Lobdeburger Linie auf Burg Arnshaugk in den Jahren 1314 bis 1320. Bereits 1313 mussten die Herren von Lobdeburg, die sich stark verschuldet hatten, die Leuchtenburg an die Grafen von Schwarzburg verpfänden. Um 1314/17 verkauften sie die von ihnen gegründete Herrschaft Schleiz und 1333 endgültig auch die Leuchtenburg, ebenso wie Burg Lobenstein, die Rabsburg im Zeitzgrund, sowie die Städte Stadtroda und Kahla.

Die Leuchtenburg im Mittelalter
Modell
Modell

Nachdem die Schwarzburger durch die Thüringer Grafenfehde geschwächt waren, gelang es den Wettinern, die Burg 1392 zu erobern und im Leipziger Vertrag 1396 die Schwarzburger zu zwingen, die Burg endgültig an sie zu verkaufen. Unter den Wettinern wurde die Burg 1396 zum Sitz des Amtes zur Verwaltung der etwa 20 wettinischen Dörfer der Umgebung, in den Unterämtern Leuchtenburg, Roda und Orlamünde. Im Sächsischen Bruderkrieg (1446–1451) verpfändete Herzog Wilhelm III. die Burg an seinen Hofmeister Apel Vitzthum, was diesem den Hass und die Ungnade des Kurfürsten Friedrich II. zuzog. Als nach Beendigung des von ihm geschürten Krieges Vitzthum sich im Bunde mit seinen Brüdern Busso und Bernhard zum berüchtigten Raubritter und „Brandmeister von Thüringen“ entwickelte, unternahmen die sächsischen Herzöge zusammen mit den Städten Erfurt, Sangerhausen, Mühlhausen und Nordhausen sowie umwohnenden Adligen die Belagerung und Eroberung einer Reihe von Burgen der Vizthume, darunter auch der Leuchtenburg, bis die Brüder sich im Dezember 1451 ergaben.
1460 wurde die Wehranlage mit vier Wehrtürmen gebaut. 1489 wurde die Burgkapelle erstmals erwähnt. Nach der Niederlage des Kurfürsten Johann Friedrich des Großmütigen im Schmalkaldischen Krieg 1547 diente die Burg als Zufluchtsort der Kurfürstin Sibylle und ihrer Kinder. 1553 wurde der damals versiegte Burgbrunnen auf 80 m Tiefe erweitert und war damit der zweittiefste Brunnen in Thüringen zu damaliger Zeit. Im Dreißigjährigen Krieg 1618–1648 war die Burg dann ein häufig genutzter Zufluchtsort.

### Zucht- und Irrenhaus
1705 wurde die Verwaltung des Amtes Leuchtenburg nach Kahla verlegt. Ein Teil der Burg wurde dann als Zucht-, Armen- und Irrenhaus genutzt. Im Zuge der Landesteilungen unter den Ernestinern fiel die Burg 1724 an das Herzogtum Sachsen-Gotha-Altenburg. Von 1724 bis 1848 wurden auf der Leuchtenburg insgesamt 3588 Personen verwahrt, und zwar 3025 Sträflinge, 115 Arme und 448 sog. Irre, wobei letztere nochmals unterschieden wurden in „Blödsinnige“ (im Zeitraum 1724–1824 waren dies 87 Männer und 15 Frauen), „Wahnsinnige“ (159 Männer, 94 Frauen) und „Rasende“ (13 Männer, 3 Frauen). 1826 fiel die Leuchtenburg an Sachsen-Altenburg (später Freistaat Sachsen-Altenburg), bei dem sie bis 1920 blieb.
Die „Geisteskranken“ wurden 1848 nach Stadtroda in das neu gegründete Herzogliche Genesungshaus übernommen. Das Zuchthaus wurde 1871 aufgelöst und die letzten Insassen auf die Moritzburg nach Zeitz verlegt. Insgesamt wurden von 1724 bis 1871 5193 Personen im Zucht-, Armen- und Irrenhaus der Leuchtenburg registriert, darunter auch viele Wiederholungstäter.

### Museum und Gaststätte
Danach diente ein Teil der Leuchtenburg vorübergehend als Hotel (1873–1951) und bis heute als Gaststätte. Seit 1906 beherbergt die Burg zudem ein Museum (anfangs nur im Torgebäude), das in mehreren Etappen vergrößert wurde. Die Sammlung des Kahlaer Geschichts- und Altertumsvereins wurde zunächst im Torhaus präsentiert, das Kreisheimatmuseum Leuchtenburg später in die Kernburg etabliert und ist seitdem dort von Bestand. 1921 wurde die erste Jugendherberge Thüringens im Torhaus gegründet. Im Winter 1920/1921 diente die Burg Muck-Lamberty und seiner „Neuen Schar“ als Wohn- und Arbeitsort. 1951 wurde anstelle des Hotels die Jugendherberge Geschwister Scholl eröffnet, die 1997 aufgrund erheblicher Sicherheitsmängel geschlossen wurde.
In den 1980er Jahren war die Leuchtenburg bei inneren Unruhen als Internierungslager für bis zu 600 Insassen geplant. Sie sollten in den Räumen der Jugendherberge, den Ausstellungsräumen und Kellern untergebracht werden. Im Haupthaus der Burg existierte eine konspirative Wohnung für Treffs mit Inoffiziellen Mitarbeitern des Ministeriums für Staatssicherheit, im Dachgeschoss eine geheime Funkstation. Im Kriegsfall sollten auch „feindliche Ausländer“ auf der Burg interniert werden.
Im Jahre 2000 kam es zur Wiederbelebung des historischen Saaleweinbaus am Fuße der Burg.
2007 wurde die Stiftung Leuchtenburg errichtet, die die Burganlage kaufte und in den Folgejahren umfangreich sanierte. Im Museum wurde im April 2014 der erste Teil der neuen Dauerausstellung Porzellanwelten Leuchtenburg eröffnet. Im März des darauffolgenden Jahres konnte die Ausstellung vollendet werden.
Als fiktive „Burg Schwanitz“ diente die Leuchtenburg im Jahr 2016 als Drehort für den Fernsehfilm Der scheidende Schupo aus der Krimireihe Tatort. Dessen Erstausstrahlung im Februar 2017 führte zu einem signifikanten Anstieg der Besucherzahlen der Burg.
2016 erhielt die Kapelle (Leuchtenburg) eine neue, moderne Innengestaltung nach Entwürfen des Libeskind-Schülers Michael Brown und wurde ökumenisch geweiht. Als Teil des Konzeptes Porzellanwelten Leuchtenburg ist die so genannte Porzellankirche mit einem Lamellen-Vorhang aus technischem Porzellan ausgestattet, der vom Boden bis zur Decke reicht. Mit der Kreuzwegsprozession und einem Passionsspiel am Karfreitag wird die Kirchentradition lebendig gehalten. Im Jahr 2021 begangen die Leuchtenburg und das Dorf Seitenroda gemeinsam ihr 800-jähriges Jubiläum, zu dessen Anlass eine umfassende Dorf- und Burgchronik erarbeitet wurde.

### Baugestalt
Die Anlage besteht aus der rechteckigen Kernburg mit dem ursprünglichen Bergfried aus dem 13. Jahrhundert (einem 26 Meter hohen Rundturm), einem 1665 unter Verwendung älterer Bausubstanz erbauten Amtshaus, das den Turm umgibt (mit zwei Spitzbogentüren aus dem 15. Jahrhundert), einer angebauten Kirche von 1744–46, die ebenfalls Keller und Mauerteile eines älteren Gebäudes aufweist, das 1656 abgebrannt ist, ferner der jenseits des Zwingers ab etwa 1450 errichteten Ringmauer mit vier Flankierungstürmen, welche die ursprüngliche Ringmauer an etwa gleicher Stelle ersetzte, und der Vorburg mit zwei großen Gebäuden, die 1720–24 errichtet wurden, dem ehemaligen Zuchthaus und dem um ein Geschoss höheren Arbeitshaus, und schließlich dem 1837–39 erbauten Torhaus. Die Anlage wird von einem „gefütterten“ (mit Lehm und Steinen ausgekleideten) Graben umgeben, in dem Regenwasser stand. Der Laufhorizont des Hofes lag ursprünglich etwa 1,5 m tiefer. Die ursprüngliche Kernburg war schon im 16. und 17. Jahrhundert vielfach um- und neugebaut worden, ihre heutige Erscheinung geht weitgehend auf die Neubauten nach den großen Bränden von 1602 und 1658 zurück. Die Neubauten aus dem 18. Jahrhundert führten zu einer um einen engen Innenhof gruppierten kasernenartigen Vierflügelanlage. Im 19. Jahrhundert wurden kleinere neuzeitliche Bauten innerhalb der Anlage wieder abgerissen und der Bergfried mit einem Kegelhelm und Zinnenkranz versehen.

## Stiftung Leuchtenburg
Die Stiftung Leuchtenburg ist eine Stiftung bürgerlichen Rechts, initiiert durch Stifter Sven-Erik Hitzer. Ziel der Stiftung ist die Förderung der Leuchtenburg, d. h. die Erhaltung der öffentlichen Zugänglichkeit, die kulturelle Belebung und die Sanierung des Baudenkmales Leuchtenburg. Die Stiftung erwarb am 4. Oktober 2007 die Burganlage von der Landesentwicklungsgesellschaft Thüringen, in deren Eigentum sich die Burg bis zu diesem Zeitpunkt befunden hatte.
Der Vorsitzende des Stiftungskuratoriums, Wolfgang Fiedler, wurde für sein Engagement für die gemeinnützige Stiftung Leuchtenburg am 15. März 2022 mit dem Bundesverdienstkreuz am Bande ausgezeichnet.